# Moune Jamet
Pour les articles homonymes, voir Jamet.
Moune Jamet (née Monique Jamet) est une photographe de plateau française, née le 22 janvier 1948.

## Filmographie
- 1976 : Duelle
- 1977 : La Question
- 1977 : Dernière sortie avant Roissy
- 1979 : Roberte
- 1979 : Les héros n'ont pas froid aux oreilles
- 1979 : Les Sœurs Brontë
- 1981 : La Provinciale
- 1982 : Les Quarantièmes rugissants
- 1982  : Une chambre en ville
- 1983 : Mortelle Randonnée
- 1984 : Le Vol du Sphinx
- 1984 : L'Amour par terre
- 1986 : I Love You
- 1987 : Agent trouble
- 1988 : La vie est un long fleuve tranquille
- 1990 : La Vengeance d'une femme
- 1990 : Tatie Danielle
- 1991 : La Belle Noiseuse
- 1991 : Une nuit sur terre (Night on Earth)
- 1992 : La Vie de bohème
- 1992 : Siméon
- 1993 : Mensonge
- 1993 : L'Éternel Mari (téléfilm)
- 1994 : Leningrad Cowboys Meet Moses
- 1995 : Haut bas fragile
- 1995 : Dis-moi oui
- 1996 : Hercule et Sherlock
- 1997 : Généalogies d'un crime
- 1997 : Les Palmes de monsieur Schutz
- 1997 : La Leçon de tango (The Tango Lesson)
- 1997 : Rien ne va plus
- 1998 : Secret défense
- 1998 : La Classe de neige
- 1998 : Place Vendôme
- 1999 : Je veux tout
- 1999 : Comme un poisson hors de l'eau
- 1999 : C'est quoi la vie ?
- 1999 : Une liaison pornographique
- 2000 : Drôle de Félix
- 2000 : La Vie moderne
- 2000 : Scènes de crimes
- 2000 : Les Destinées sentimentales
- 2001 : Va savoir
- 2001 : C'est la vie
- 2002 : C'est le bouquet !
- 2003 : Petites coupures
- 2003 : Filles uniques
- 2003 : Janis et John
- 2003 : Histoire de Marie et Julien
- 2003 : Nathalie...
- 2004 : Cause toujours !
- 2006 : L'Ivresse du pouvoir
- 2006 : Hell
- 2007 : Ne touchez pas la hache
- 2007 : La Fille coupée en deux
- 2008 : Le Grand Alibi
- 2009 : Bellamy
- 2009 : La Fille du RER